# Jack Britton
Jack Britton est un boxeur américain né le 14 octobre 1885 à Clinton dans l'État de New York et mort le 27 mars 1962.

## Carrière
Il devient champion du monde des poids welters à trois reprises, le 22 juin 1915 contre Mike Glover puis le 24 avril 1916 et le 17 mars 1919, les deux fois face à l'anglais Ted Lewis. Britton réussit également la performance de détenir le titre de champion des États-Unis de cette catégorie entre 1918 et 1930, année de sa retraite sportive.

## Distinction
- Jack Britton est membre de l'International Boxing Hall of Fame depuis 1990[1].